# Khanato di Kazan'
Il Khanato di Kazan' (Tataro: Qazan xanlığı/Казан ханлыгы; in russo Казанское ханство?, Kazanskoe chanstvo) fu uno Stato tataro dell'Europa medievale che occupò il territorio precedentemente appartenente alla Bulgaria del Volga tra il 1438 e il 1552. Il Khanato copriva infatti contemporaneamente i moderni Tatarstan, Marelia, Ciuvascia, Mordovia, parte dell'Udmurtia e della Baschiria; la sua capitale fu la città di Kazan'.

## Geografia e popolazione del Khanato
Il territorio del khanato comprendeva le terre dei ducati di Bolğar, Cükätäw, Kazan', Qaşan e le altre regioni che originariamente appartenevano ai Bulgari del Volga. Il Volga, il Kama e il Vjatka erano i fiumi principali del Khanato così come le maggiori vie di comunicazione. La maggioranza della popolazione era appartenente all'etnia dei Tatari di Kazan' (Bulgari del Volga, musulmani dal 922 d.C. che parlavano turco), anche se non sempre erano soliti identificarsi come Tatari: il più delle volte si descrivevano come semplici musulmani o "gente di Kazan'". L'Islam era la religione di Stato.
La nobiltà feudale locale era costituita dai bulgari del Volga-Oka, ma la corte del Khan e la guardia reale era costituita da tatari della steppa (Kipchaki, e successivamente da fuoriusciti dell'Orda Nogai) che vivevano a Kazan'. Secondo la tradizione gengiskhanide, c'erano delle tribù turche dell'Asia Centrale chiamate Tatar e una di esse era stata inclusa fra le genti che seguirono Cinghiz Khan nella grande avventura di conquista dell'Occidente ed era forse assurta ad essere la parte nobile (kipciak) che governava a Sarai. Parte della nobiltà dei tatari di Kazan' partecipava al trono dell'Orda d'Oro di Sarai poiché il fondatore della città (e quindi del Khanato) Ulu Mahmet era proprio un ex Khan di Sarai fuggito verso il nord. Le principali quattro famiglie nobiliari di Kazan' erano: Arghin, Barin, Qipchaq, e Shirin.
Le popolazioni assoggettate al Khan di Kazan' includevano genti turcofone come Ciuvasci, Tatar-Mişär e Baschiri e di gruppo ugro-finnico fra cui Mari, i Mordvini, Udmurti. Anche la Permia dei permiani e alcune tribù Komi erano soggette al Khanato. I Mişär erano arrivati durante il periodo dell'Orda d'Oro e avevano assoggettato le vicine tribù finniche. Alcuni duchi Mişär gravitavano invece nell'orbita russa nel Khanato di Qasim intorno all'antica città di Mesciora. La lingua tatara si diffuse alla corte moscovita nel XIV secolo d.C. perché Basilio II dovette permettere il censimento dei suoi sudditi per poter pagare il pesante riscatto a Ulu Mahmet (forse 200.000 rubli) che lo aveva vinto e fatto prigioniero e quindi il figlio Qasim addirittura si sistemò per sempre a Mesciora che diventò il suo dominio. Molte famiglie nobili moscovite sposarono delle tatare e alcune addirittura per moda cambiarono il nome (ad esempio la potentissima famiglia Veljaminov – strettissimamente imparentata con Basilio II – cambiò il nome in Aksakov).
La maggior parte del territorio era coperta da foreste e solo nel meridione si trovavano le steppe. La popolazione più presente nel sud del Khanato era quella dei Nogai, popolo nomade che alle volte riconosceva la supremazia di Kaza'n ma che molto spesso razziava i terreni agricoli Tatari e Ciuvasci così come faceva nel periodo dell'Orda d'Oro. Più tardi i Nogai furono spostati forzatamente nel Daghestan e furono rimpiazzati dai Calmucchi. Durante il khanato l'area meridionale fu ripopolata da Tatari, Ciuvasci e Russi, che eressero mura difensive sul confine meridionale difese dai Cosacchi Tatari.
Fonti russe indicano che almeno sei lingue erano utilizzate nel khanato. La prima e la più utilizzata fu senza dubbio la lingua tatara, che includeva i dialetti centrali e occidentali dei tatari di Kazan'. La scrittura di opere letterarie in tataro favorì la diffusione di tale lingua nello Stato. La lingua dei Ciuvasci, anch'essa di ceppo turco come il tataro, era parlata dalle popolazioni ciuvasce. Anche il linguaggio bulgaro era ancora presente, influenzando il dialetto centrale tataro; le altre tre erano probabilmente il linguaggio dei Mari, quello dei Mordvini e dei Baschiri e quella dei Kipciaki, tutte di ceppo turco.

## Economia
La popolazione urbana del Khanato produceva utensili di argilla, legno e metallo, cuoio, armature, aratri e gioielli. I centri più importanti erano Kazan', Arça, Cükätaw, Qaşan, Çallı, Alat e Cöri. La popolazione di queste città commerciava anche con l'Asia centrale, il Caucaso e la Moscovia soprattutto pellicce pregiate, miele e cera e numerosi schiavi russi razziati nei frequenti conflitti. Nel XVI secolo la Russia diventò il partner economico principale del Khanato. I mercati dove più fioriva il commercio erano il Taşayaq Bazaar a Kazan' e l'isola Markiz (in tataro Centro) sul Volga conosciuta in russo col nome di Gostiinyi Ostrov ossia l'Isola dei Mercanti. Anche l'agricoltura era presente e si basava sul sistema della söyurğal e su quello latifondistico.

## Società
Lo Stato era governato da un Khan, il cui agire era influenzato dalle decisioni di un concilio di gabinetto consultorio, o Diwan. La nobiltà comprendeva gli status di bäk (bey), ämir (emiri), e morza (mirza, da Amirzade). L'esercito era formato da uğlan (ulani), bahadir e içki. Il "clero" musulmano, molto influente nel Khanato, era diviso in säyet, şäyex (sceicchi), qazí (qadi) e imam. Gli ʿulamāʾ rivestivano un ruolo giudiziario e gestivano le madrase o medrese e i maktab (scuole).
La maggioranza della popolazione cittadina era costituita dai qara xalıq (popolo nero): cittadini liberi che vivevano nelle terre dello Stato. Le terre feudali erano spesso abitate dai çura (servi). I prigionieri di guerra (ma anche quelli razziati, specialmente le donne e i bambini) erano considerati schiavi (qol) e venduti in Asia centrale ma, alle volte, erano anche venduti all'interno del Khanato o, quando la manodopera contadina era scarsa, erano posti nelle terre feudali dove sarebbero diventati çura. La popolazione non musulmana del khanato era tenuta a pagare la yassa.

## Pubblica amministrazione ed esercito

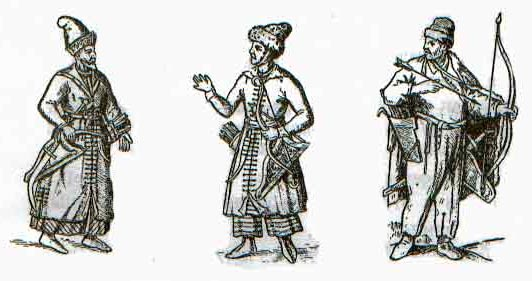
Soldati Tatari

Il Khanato era suddiviso in 5 daruğa: Alat, Arça, Gäreç, Cöri e Nuğay. Il termine daruğa può essere tradotto come "direzione". Rimpiazzarono i "ducati" in cui originariamente era diviso il territorio. Sporadicamente alcuni signori feudali tentavano di rendersi indipendenti da Kazan', ma i loro tentativi non furono mai coronati dal successo.
L'esercito del Khanato era costituito da uomini e armamenti provenienti forniti dalle terre soggette a Kazan', dalle guardie del Khan e dalle truppe della nobiltà. Il numero di soldati non era costante e variò dai 20.000 ai 60.000. Spesso l'esercito del Khanato comprendeva anche truppe Nogai, del Khanato di Crimea o russe. A difesa delle mura di Kazan' erano attive le armi da fuoco (archibugi) e i cannoni forniti dai genovesi (tufyaklar).

## Cultura

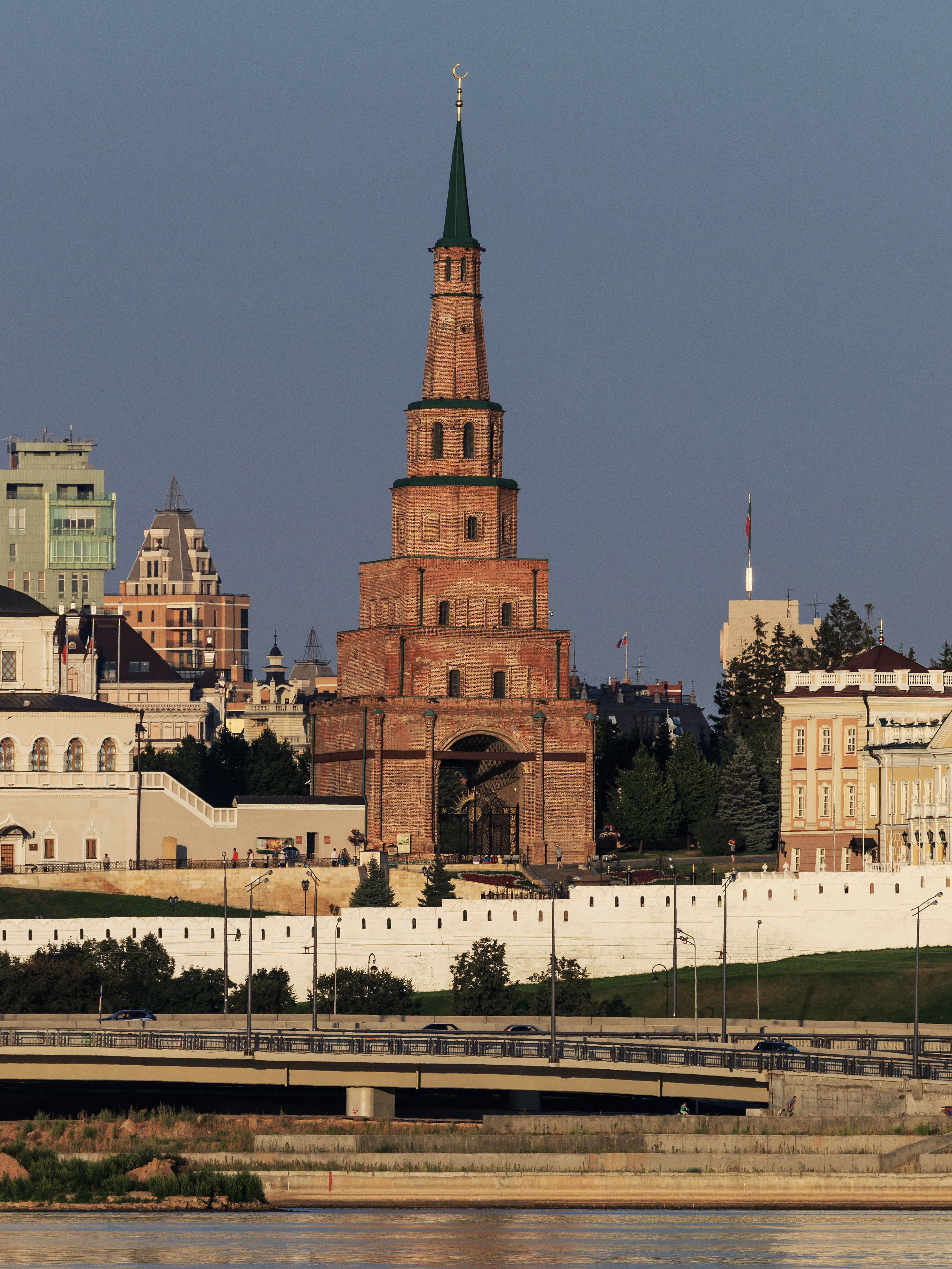
La Torre Sjujumbike a Kazan'.

In generale la cultura del Khanato di Kazan' discende da quella dei Bulgari del Volga: elementi culturali dell'Orda d'Oro sono presenti in misura più ristretta.
Gran parte della popolazione urbana era in grado di leggere e scrivere, grandi biblioteche erano presenti nelle moschee e nelle madrase. Kazan' diventò nel Medioevo uno dei centri più importanti a livello scientifico e teologico del mondo musulmano.
Oltre alla letteratura islamica ne fu prodotta una laica: i poeti tatari più famosi furono Möxämmädyar, Ömmi Kamal, Möxämmädämin, Ğärifbäk, e Qolşärif. Möxämmädyar in particolare rinnovò la tradizione della poesia di Kazan' e i suoi versi erano oltremodo popolari.
Furono proprio i Tatari di Kazan' ad introdurre e ad affermare il metodo di censire la popolazione suddita secondo il concetto coranico della Umma' in cui il signore deve sapere quante persone sono nella comunità per assegnare la tassa (testatico) e l'elemosina per chi non ha mezzi.
La città di Bolğar, capitale del Volga Bulgaro, mantenne la sua funzione di città sacra nonostante il centro socioeconomico e amministrativo si fosse spostato negli anni trenta del XV secolo a Kazan'.
L'architettura del khanato era caratterizzata da costruzioni in pietra bianca.

## Storia
I territori precedentemente facenti parte della Bulgaria del Volga (Ulus di Kazan' o Ducato di Kazan') ritornarono ad essere indipendenti dopo la disgregazione dell'Orda d'Oro all'inizio del XV secolo. Inizialmente il proto-Stato formatosi era stato retto da una dinastia di governanti di origine bulgara. Il primo fondatore del khanato fu Ulugh Mohammet, figlio di Barak Khan della stirpe di Uros Khan dell'Orda Bianca e discendente di Gengis Khan in linea retta, il quale, nel 1437 o nel 1438 assunse il titolo di khan locale battendo Ali Bek e insediandosi e rifondando la città di Kazan'.
In tutta la sua storia il khanato fu più volte soggetto a lotte per il trono tanto che i Khan furono rimpiazzati per ben 19 volte in 115 anni. Vi furono un totale di 15 Khan, alcuni dei quali ascesero al potere più di una volta. Il Khan era eletto tra i discendenti di Ulugh Mohammet dalla nobiltà di corte e dagli stessi cittadini.

### Inizio del Khanato
Durante il regno di Ulugh Mohammet e del figlio Mahmud, gli eserciti di Kazan' attaccarono la Moscovia e i territori a questa soggetti numerose volte. Basilio II di Mosca, durante uno scontro con Ulugh Mohammet in una battaglia presso la città di Nizhni Novgorod, fu catturato e costretto a pagare un riscatto.
Nel Luglio del 1487, il Gran Duca di Mosca Ivan III occupò Kazan' e installò al potere un Khan fantoccio, Möxämmädämin. A seguito di tale avvenimento il khanato di Kazan' diventò un protettorato di Mosca e i mercanti russi furono riconosciuti come classe superiore agli altri mercanti ammessi a commerciare liberamente le merci all'interno del territorio. I sostenitori di un'alleanza con il Khanato di Crimea e con l'Impero Ottomano cercano di far sollevare la popolazione tatara ma le rivolte (avvenute negli anni 1496, 1500, e 1505), non sortirono risultati.
Nel 1521, Kazan' riuscì a liberarsi dal dominio moscovita concludendo un patto di protezione con il Khanato di Astrachan', con quello di Crimea e con l'Orda di Nogai. Le forze militari dell'allora khan Muhamed Ghirey e dei suoi alleati attaccarono la Moscovia catturando più di 150.000 schiavi. Gli storici russi del tempo registrarono più di 40 attacchi del khan di Kazan' contro il territorio moscovita (il più delle volte nelle regioni di Nižnij Novgorod, Murom, Vjatka, Vladimir, Kostroma, Galič) nella prima metà del XVI secolo.

### Gli ultimi dieci anni
Il rinforzarsi del Khanato di Crimea fu avversato dalla fazione pro-moscovita del khanato di Kazan' che provocò una rivolta nel 1545. Tale rivolta provocò la deposizione di Safa Giray e l'elezione a nuovo khan di un membro di tale fazione, Şahğäli. Dopo questo avvenimento Mosca organizzò numerose campagne militari per imporre il controllo dell'intero Khanato, ma tali tentativi risultarono vani. 

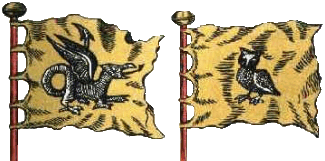
Le due bandiere del Khanato di Kazan'.

Con l'aiuto dei Nogai, Safa Giray tornò sul trono, uccidendo 75 nobili e costringendo il resto dell'opposizione all'esilio. Alla sua morte, avvenuta nel 1549, fu proclamato Khan suo figlio, Ütämeşgäräy di appena tre anni. La madre Söyembikä divenne reggente, suscitando l'ostilità di larga parte della nobiltà, che inviò ai parenti di Safa, in Crimea, l'offerta a sostenerli militarmente in caso di colpo di Stato.
Sotto la reggenza intanto le relazioni con la vicina e sempre più potente Russia continuavano a peggiorare tanto che un secondo gruppo di nobili, vicini a Mosca, invitò Şahğäli a tornare alla guida del regno nel 1551. Lo stesso anno le terre a est del fiume Volga furono cedute alla Russia. Ütämeşgäräy fu catturato con la propria madre e imprigionato in una prigione moscovita. Şahğäli occupò il trono di Kazan' fino al febbraio 1552 quando fu esiliato dalla fazione anti-moscovita, sostenuta dall'esercito dei Nogai, e sostituito sul trono dal Principe di Astrachan'.

### La caduta
Kazan' fu allora posta sotto assedio dalle truppe di Ivan il Terribile, che operavano dal vicino castello di Sviyazhsk. Nell'agosto del 1552, i Russi sconfissero le truppe Tatare fuori dalla città, bruciando Archa e alcuni castelli. Dopo due mesi di assedio e la distruzione delle mura della cittadella, i Russi entrarono a Kazan' il 3 ottobre. Alcuni difensori cercarono di passare ma per la maggior parte furono giustiziati. Yadegar Moxammad fu imprigionato e la popolazione massacrata. I rapporti degli storici di Kazan' indicano il numero delle vittime in 110 000 tra civili e militari, ma tale racconto non può in alcun modo corrispondere a verità, poiché è altamente improbabile che le persone che si trovavano a Kazan' durante l'assedio superassero le 40 000 unità.
Dopo la caduta di Kazan' i territori di Udmurtia e Baschiria si unirono spontaneamente alla Russia. Ai nobili Tatari pro-moscoviti e a quelli neutrali fu concesso di tornare alle loro terre ma chi aveva contribuito ad esautorare Şahğäli fu giustiziato. Le terre rimaste senza padrone furono distribuiti tra Russi e Tatari alleati mentre vescovi ortodossi, come Ermogene battezzarono con la forza la popolazione.

### La resistenza anti-russa
Fino al 1556 parte della popolazione continuò a resistere alla dominazione russa. Governi ribelli furono formati a Chalem e Mishatamaq. tuttavia, dopo la ripresa dei raid dei Nogai contro la popolazione contadina l'alleanza tra l'Orda Nogai e il Khanato cessò. I Russi approfittarono della situazione per porre in essere un'aspra repressione dei ribelli, che portò a esecuzioni di massa e alla fine della resistenza.
Alcuni studiosi reputano che la popolazione del khanato diminuì di alcune migliaia durante la guerra. L'amministrazione coloniale portò alla progressiva russificazione e cristianizzazione dei Tatari.

## Lista dei Khan
- Olug Moxammat (Ulug Mohammad, Oluğ Möxämmät, Ulu Mukhamed) 1437-1445
- Maxmud (Mäxmüd, Mahmudek, Mahmud, Makhmud) 1445 - 1462 or 1466
- Xalil (Xälil, Khalil ibn Mahmud) 1462 o 1466 - 1467
- Ibrahim (İbrahim) 1467 - 1479
- Ilham (İlham, Ğäli, Ghali, Ali) 1479 - 1484, 1485 - 1487
- Moxammat Amin (Möxämmät Ämin, Möxämmädämin, Muhammad Amin) 1484 - 1485, 1487 - 1495, 1502 - 1518
- Mamuq (Mamıq, Mameq, Mamuk) 1495 - 1496
- Ghabdellatif (Ğäbdellatíf, Abd Al-----Latyf, Abdul Latyf) 1496 - 1502
- Shahghali (Şahğäli, Shah Ali) 1518 - 1521, 1546, 1551 - 1552
- Sahib Giray (Säxibgäräy, Sakhib-Girey) 1521 - 1525
- Safa Giray (Safagäräy, Safa-Girey) 1525 - 1532, 1535 - 1546, 1546 - 1549
- Cangali (Canğäli, Jan Ali, Can Ali) 1532 - 1535
- Utamesh (Utamesh Giray, Ütämeşgäräy, Ötemiş, Otemish, Utyamysh) 1549 - 1551, Soyembika (Söyembikä)
- Yadegar Moxammad (Yadegär Möxämmät, Yadigar Muhammad, Yadygar) 1552